# 草薙町
草薙町（くさなぎちょう）は、愛知県名古屋市中村区の地名。草薙町1丁目から草薙町3丁目。住居表示未実施。

## 地理
名古屋市中村区西部に位置する。東は中村町、南は靖国町、北は東宿町に接する。

## 歴史

### 沿革
- 1933年（昭和8年）7月1日 - 西区中村町および稲葉地町の各一部により、同区草薙町として成立[1]。
- 1937年（昭和12年）10月1日 - 中村区成立に伴い、同区草薙町となる[1]。
- 1949年（昭和24年）3月30日 - 草薙町3丁目に、稲葉地町字留杁・字八幡西の各一部が編入される[8]。

## 世帯数と人口
2019年（平成31年）2月1日現在の世帯数と人口は以下の通りである。
| 町丁   | 世帯数  | 人口    |
| ------ | ------- | ------- |
| 草薙町 | 935世帯 | 1,738人 |

### 人口の変遷
国勢調査による人口の推移
| 1950年（昭和25年） | 767人   | [ 9 ]  |  |
| 1955年（昭和30年） | 1,216人 | [ 9 ]  |  |
| 1960年（昭和35年） | 1,787人 | [ 10 ] |  |
| 1965年（昭和40年） | 2,407人 | [ 10 ] |  |
| 1970年（昭和45年） | 2,425人 | [ 11 ] |  |
| 1975年（昭和50年） | 2,297人 | [ 11 ] |  |
| 1980年（昭和55年） | 2,050人 | [ 12 ] |  |
| 1985年（昭和60年） | 1,941人 | [ 12 ] |  |
| 1990年（平成2年）  | 1,940人 | [ 13 ] |  |
| 1995年（平成7年）  | 1,847人 | [ 14 ] |  |
| 2000年（平成12年） | 1,791人 | [ 15 ] |  |
| 2005年（平成17年） | 1,754人 | [ 16 ] |  |
| 2010年（平成22年） | 1,727人 | [ 17 ] |  |
| 2015年（平成27年） | 1,637人 | [ 18 ] |  |

## 学区
市立小・中学校に通う場合、学校等は以下の通りとなる。また、公立高等学校に通う場合の学区は以下の通りとなる。
| 番・番地等 | 小学校                 | 中学校               | 高等学校 |
| ---------- | ---------------------- | -------------------- | -------- |
| 全域       | 名古屋市立稲葉地小学校 | 名古屋市立豊正中学校 | 尾張学区 |

## 施設
- 名古屋競輪場駐車場[7]

## その他

### 日本郵便
- 郵便番号 : 453-0064[4]（集配局：中村郵便局[21]）。